# 文字の歴史
文字の歴史（もじのれきし）では前期青銅器時代 (紀元前4千年紀後半) に新石器時代の原文字から進化した各種の文字体系を概観する。

## 原文字
紀元前4千年紀後半の、初期の文字体系は突然発明されたわけではない。それらはむしろ古代の記号体系の伝統に基づいている。それら古代の記号体系は厳密には文字体系と分類できないが、文字体系の多くの特徴を強く連想させるので、原文字 (英語: proto-writing) と呼ばれることがある。それらは表意的な体系や、ある種の情報を伝えることのできる初期の簡略記号であったかもしれないが、おそらく言語的情報が欠けている。これらの体系が出現したのは前期新石器時代、紀元前7千年紀ごろだが、もっと以前の可能性もある (en:Kamyana Mohyla)。
特にヴィンチャ文字は紀元前7千年紀の単純なシンボルに始まり、紀元前6千年紀を通して徐々に複雑さを増していき、紀元前6千年紀のタルタリアのタブレットで記号の行が注意深く整列され、「文章」の印象を与えるまでに達した進化を示している。古代中近東の象形文字 (エジプトヒエログリフ、シュメールの原楔形文字およびクレタ文字) はそのような記号体系から継ぎ目なしに進化したもので、記号の意味はほとんど解明されていないため、正確にどの時点で原文字が文字に進化したと言うことは難しい。
2003年、亀の甲羅に彫り込まれた賈湖契刻文字が中国で発見され、放射性炭素年代測定により紀元前7千年紀のものと判明した。甲羅は中国北部河南省賈湖で発掘された24の新石器時代の墓に、人骨とともに埋められていた。一部の考古学者は、甲羅の文字は紀元前2千年紀の甲骨文字との類似性があると主張している。しかしながら、他の考古学者は十分な証拠がないとしてこの主張を一蹴し、賈湖の亀甲で見つかったような単純な幾何学模様を初期の文字に結びつけることはできないと主張している。
紀元前4千年紀のインダス文字も同様に原文字の一員であるかもしれないが、おそらくすでにメソポタミアで出現した文字の影響を受けている。

## 文字の発明
知られている最も古い形態の文字はピクトグラムと表意的な要素を基に、原始的な表語的性質を持っていた。ほとんどの文字体系は大きく3つのカテゴリに分けられる: 表語的、音節的そして音素的である。しかしながら、あらゆる所与の文字体系に可変の特性として3つすべてが見つかるので、しばしば体系を一意にカテゴライズするのは困難である。
最初の文字体系が発明されたのは紀元前4千年紀後半の後期新石器時代に青銅器時代が始まったのとほぼ同時期である。最初の文字体系はシュメールで発明され、紀元前3千年紀後半までにウル第三王朝時代の古代楔形文字へ発達したと一般に信じられている。同時代に、原エラム文字がエラム線文字へと発達していった。
エジプトでのヒエログリフの発達もメソポタミア文字と並行しているが、独立であるとは限らない。エジプトの原ヒエログリフ記号体系は紀元前3200年までに古代ヒエログリフへ発達し(ナルメルのパレット)、紀元前3千年紀までに読み書きの能力をさらに広げていった(ピラミッド・テキスト)。
インダス文字紀元前3千年紀に、原文字の一形態としてか、すでに古代の様式の文字となって発達したが、その進化は紀元前1900年頃、インダス文明の衰退により中断させられた。
漢字は紀元前16世紀頃 (殷王朝初期) 中近東の文字と独立に、およそ紀元前6000年までさかのぼる後期新石器時代の中国の原文字体系から発祥したかもしれない。
先コロンブス時代のアメリカ州 (オルメカやマヤを含む) の文字体系も独立した起源を持つ。
今日知られている世界の文字体系のほとんどすべては究極的にシュメールか中国のどちらかで発達した文字の子孫であるという説もあるが、メソアメリカのマヤ象形文字 (紀元前3世紀頃から発達) や韓国のハングル文字、イースター島のロンゴロンゴなど、特筆に値する例外がいくつも存在する。

## 青銅器時代の文字
文字は青銅器時代に多種多様な異なる文化で出現した。

### 楔形文字
最初のシュメール人の文字体系は、日用品や農産物の個数の表現に使われる粘土製の小さな玉「トークン」の体系から派生した。やがてトークンを入れて封印し保存するための粘土製の球形容器ブッラの表面にトークンを押し付けて各産物の個数を表示するようになり、紀元前4千年紀の終わりまでに、数字を記録するために丸い形の尖筆を柔らかい粘土に異なる角度で押しつけてトークンと同じ模様を粘土板に書き、勘定を保持する手段に進化していった。これは徐々に、数えているものを示す、とがった尖筆を使ったピクトグラム的な文字へ拡張されていった。丸い尖筆ととがった尖筆の文字は紀元前2700年-2500年ごろ、くさび形の (それゆえ楔形という用語を使う) 尖筆を使った文字へ徐々に置き換えられていった。 当初楔形文字は表語文字のみであったが、紀元前29世紀までに表音要素を含むよう発達していった。紀元前2600年頃、楔形文字はシュメール語の音節を表現し始めた。最終的に、楔形文字は表語、音節、および数字のための汎用的な文字体系となった。紀元前26世紀から、この文字はアッカド語に、そしてそこからフルリ語やヒッタイト語などの他の言語にも適用された。楔形文字と外見の似た文字体系に、ウガリット文字や古代ペルシア文字などがある。

### エジプトヒエログリフ
文字はエジプト王朝の維持にきわめて重要であり、読み書き能力は教育を受けた書記に集中していた。特定の経歴を持つ人々のみが神殿、ファラオ、および軍に仕えて、書記となるための訓練を受けることを許された。ヒエログリフの体系は常に学習が困難だったが、その後数世紀を掛けて、書記の地位を保つため故意にますます難解にされていった。

### 漢字
中国の歴史家たちは中国の古代王朝に関する多くを、文字に書かれて後世に残された文書から発見してきた。殷王朝からのこの文字のほとんどは骨や青銅器に残されていた。亀の甲羅に刻まれたマークは放射性炭素年代測定でおよそ紀元前1500年のものと推定されている。歴史家たちは、使われた媒体の種類が文字が何を記録し、どのように使われたかに影響したことを発見してきた。
最近、賈湖契刻文字や半坡文字のような、紀元前6000年ごろにさかのぼる亀甲に刻まれた模様が発見されたが、刻まれた模様が文字と認定されるに十分な複雑さを持っているかどうかについては議論が繰り広げられている。もしこれが書かれた言語であるとみなされるなら、中国の文字は長く最初の文字であると認められてきたメソポタミアの楔形文字より2000年も前から存在していたことになるが、刻まれた模様はむしろ、同時期のヨーロッパのヴィンカ文字に似た、原文字の一形態である可能性のほうが高い。議論の余地のない中国の文字の証拠は紀元前1600年のものである。

### エラム文字
未解読の原エラム文字は早ければ紀元前3200年ごろに出現し、その後の3千年紀までにエラム線文字へと発展していった。エラム文字はアッカドから取り入れられたエラム語楔形文字に取って代わられた。

### アナトリア象形文字
アナトリア象形文字は西アナトリア固有の象形文字で、最初に現れたのはおよそ紀元前2000年頃のルヴィ王家の印章で、象形文字ルヴィ語を記録するために使われた。

### クレタ文字
クレタ象形文字はミノアクレタ (紀元前2千年紀中期より早い、MM IからMM IIIまでの間、最初期はMM IIAからの線文字Aと重なる) の遺物で見つかった。これらはいまだ解読されていない。

### 初期のセム系文字
最初の純粋なアルファベット (正しくは「アブジャド」で、1つの音素を1つの記号に対応させているがすべての音素に記号が存在する必要はない) は、およそ紀元前1800年に古代エジプトで、エジプトのセム人労働者が発達させた言語を表現する文字として出現したが、それまでに音素文字的な原理はすでに何千年もエジプトヒエログリフに存在していた。これらの初期のアブジャドは数世紀の間たいして重要性は持たず、青銅器時代の終わりに原シナイ文字から原カナン文字 (紀元前1400年ごろ)、ビブロス音節文字および南アラビア文字 (紀元前1200年ごろ)に分かれただけだった。原カナン文字はおそらく未解読のビブロス音節文字に何らかの影響を受け、立ち代わってウガリット文字 (紀元前1300年ごろ) に影響を与えた。

### インダス文字
紀元前およそ3000年の初期ハラッパー時代にまでさかのぼる青銅器時代中期のインダス文字 はいまだ解読されていない。インダス文字が原文字 (記号の体系かそれに似た何か) の一例であると考えるべきか、他の青銅器時代の文字のように表語音節的な実際の文字であるかも定かではない。

## 鉄器時代と音素文字の隆盛
フェニキア文字は単に鉄器時代 (伝統的に区分は紀元前1050年に取られる) に続いた原カナン文字である。このアルファベットはアラム文字とギリシア文字を生み出したばかりでなく、おそらくギリシア文字の伝播を通して、各種のアナトリア文字と古代イタリアの文字 (ラテン文字を含む) を紀元前8世紀に生み出した。ギリシア文字は初めて母音記号を導入した。インドのブラーフミー系文字はおそらくアラム人の接触を経由して紀元前5世紀頃に生まれた。紀元後まもないころギリシア文字とラテン文字はルーン文字、ゴート文字、キリル文字など数種類のヨーロッパの文字体系を生み出した。一方アラム文字はヘブライ文字、シリア文字、アラビア文字などのアブジャドへ発展し、南アラビア文字はゲエズ文字を生み出した。
一方その頃、ひらがな・カタカナが紀元後9世紀頃に漢字から派生した。

## 文字と史実性
歴史家は先史時代と歴史時代に区別を付けている。歴史時代は先住民の言語によって書かれた資料の存在によって定義される。ある領域での文字の発生は通常「歴史」に含めることのできない数世紀の断片的な碑文に続き、首尾一貫した文献の存在 (古代文学参照) のみが「歴史性」を示す。古代文学を持つ社会は、最初の碑文から600年ほど経過して首尾一貫した文献による資料に達した (紀元前3200年ごろから紀元前2600年ごろ)。イタリアの場合、初期の古代イタリア文字からプラウトゥスに至るまでおよそ500年掛かった (紀元前750年から紀元前250年)。そしてゲルマン人の場合、最初の古ルーン文字碑文からアブロガンスのような初期の文献までの、対応する期間はやはり似ている (紀元後200年から750年まで)。